# Greetje Kauffeld
Greetje Kauffeld, née le 26 novembre 1939 à Rotterdam, est une chanteuse néerlandaise. 
Elle est entre autres connue pour avoir représenté les Pays-Bas au Concours Eurovision de la chanson 1961 à Cannes, avec la chanson Wat een dag, où elle a terminé 10e sur seize participants.